# Pelargonium multicaule
Pelargonium multicaule är en näveväxtart. Pelargonium multicaule ingår i släktet pelargoner, och familjen näveväxter.

## Underarter
Arten delas in i följande underarter:
- P. m. multicaule
- P. m. subherbaceum